# Cleantioides vonprahli
Cleantioides vonprahli är en kräftdjursart som beskrevs av Ramos och Rios 1988. Cleantioides vonprahli ingår i släktet Cleantioides och familjen Holognathidae. Inga underarter finns listade i Catalogue of Life.